# Coris gaimard
Coris gaimard (Quoy & Gaimard, 1824) è un pesce d'acqua salata appartenente alla famiglia Labridae.

## Distribuzione e habitat
Questo pesce è diffuso nel Mar Rosso e nelle acque tropicali dell'Indo-Pacifico. Vive nelle barriere coralline, nelle lagune e lungo le coste rocciose.

## Descrizione

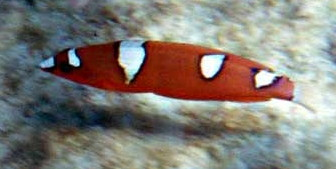
Forma giovanile

Questa specie cambia aspetto dalla forma giovanile a quella adulta. Il giovane presenta un corpo piuttosto allungato, con lunga pinna dorsale e lunga pinna anale, ed una vivacissima livrea con fondo rosso vivo e 5 chiazze bianche orlate di nero diffuse lungo il dorso e i fianchi. Il peduncolo caudale presenta una sesta macchia orlata di nero, la pinna caudale è trasparente. La pinna dorsale e quella anale sono rosse orlate di nero e bianco. 

La forma adulta è anch'essa allunga ma più tozza, con bocca provvista di grandi labbra. La livrea può cambiare leggermente per ogni individuo, ma in linea di massima prevede una testa rossa striata di blu-verde, con l'attaccatura della pinna dorsale decorata da un ocello nero orlato di verde. I fianchi e il dorso sono verde bottiglia, che si scurisce avvicinandosi alla coda, che è giallo vivo. Dalla seconda metà del corpo i fianchi sono puntinati di un azzurro intenso, sempre più frequentemente fino al peduncolo caudale. La pinna dorsale e quella anale sono rossastre, screziate sull'orlo. La coppia di pinne ventrali è violacea e rossa. 

Raggiunge una lunghezza massima di 40 cm.

## Alimentazione
Si nutre di molluschi e crostacei.

## Predatori
È preda abituale dello squalo Carcharhinus albimarginatus.

## Acquariofilia
L'interesse acquariofilo per questo pesce è molto alto, specialmente per gli esemplari giovanili, lunghi circa 10 cm e dalla livrea molto vivace. Non tutti gli allevatori e i negozianti sanno che, anche se molto lentamente, questa specie può raggiungere i 40 cm e cambiare completamente aspetto e colorazione. È spesso ospite di acquari pubblici.